# AdvantiX
AdvantiX (рус. Адва́нтикс) — бренд (коммерческое обозначение) ООО «Адвантикс», российского производителя промышленных компьютеров и встраиваемых систем.
В номенклатуру AdvantiX входит оборудование, более половины которого составляют заказные разработки:
- встраиваемые промышленные компьютеры[2];;
- промышленные серверы, предназначенные для обработки критически важных пользовательских данных в режиме 24/7/365. Этот класс промышленных компьютеров комплектуется отказоустойчивыми блоками питания и дисковой подсистемой[3];
- системы на основе материнских плат ATX в промышленном исполнении. Максимальные возможности расширения — до 7 слотов[3];
- магистрально-модульные системы стандарта CompactPCI[4];
- защищенные панельные компьютеры[4];
- системы на основе кросс-панелей с процессорными платами стандарта PICMG или PICMG 1.3, способные нести до 20 плат расширения (ISA, PCI, PCI Express)[3];
- офисные компьютеры AdvantiX Intellect[5].

Компания является одним из ключевых игроков на российском рынке граничных вычислений.

## Сотрудничество
AdvantiX сотрудничает с мировыми производителями электроники и программного обеспечения: Microsoft, Stratus, Advantech, MEN Mikro Elektronik, Schroff, ADLINK, Fujitsu. AdvantiX имеет статус Intel Technology Provider Platinum Partner и Microsoft Silver OEM Partner. Официальным дистрибьютором продукции под маркой AdvantiX в России является компания ПРОСОФТ.Также продукция поставляется во Вьетнам, Казахстан, Республика Беларусь, Туркменистан.

## Применение
Продукция под маркой AdvantiX (промышленные и встраиваемые компьютеры) поставляется для ОАО «РЖД», для предприятий судостроения, нефтегазового сектора и других отраслей.